# Jody Scott
Jody Scott (eigentlich Joann Margaret Huguelet Scott Wood; geboren am 13. Januar 1923 in Chicago, Illinois; gestorben am 24. Dezember 2007 in Seattle, Washington) war eine amerikanische Schriftstellerin.
Ihre SF-Parodie  Passing for Human war der erste Band einer Trilogie und wurde unter dem Titel Fast wie ein Mensch ins Deutsche übersetzt. Im zweiten Band I, Vampire geht es um die Liebesgeschichte des weiblichen Vampirs O’Blivion (englisch oblivion „Vergessen“), Protagonistin des ersten Bandes, mit dem Alien Benaroya. Der dritte Band Devil-May-Care erschien postum erst 2016.

## Bibliografie
The Benaroya Chronicles (Romantrilogie)
- 1 Passing for Human (1977)
  - Deutsch: Fast wie ein Mensch. Übersetzt von Doris Heeger. Bastei Lübbe #24008, 1980, ISBN 3-404-24008-X.
- 2 I, Vampire (1984)
- 3 Devil-May-Care (2016)

Romane
- Cure It With Honey (1952, auch als I’ll Get Mine, 1958, mit George Leite)
- Down Will Come Baby (1968)

Kurzgeschichten
- Go for Baroque (1961)
- The 2-D Problem (1965)
- The Origin of Species (1969, als Jody Scott Wood)
- Shirley Is No Longer with Us (1978)
- Cobwebs (1983)
- Closeness (1984)
- Honor (1986)
- The American Book of the Dead (1986)
- Mushroom Roulette (1987)